# Konstantin Lesik
Konstantin Iourievitch Lesik (en russe : Константин Юрьевич Лесик) est un joueur russe de volley-ball né le 10 juillet 1987. Il mesure 1,97 m et joue passeur. Il est international russe.

## Clubs
| Club               | De        | À         |
| ------------------ | --------- | --------- |
| Lokomotiv Belgorod | 2005-2006 | 2007-2008 |
| Dinamo Krasnodar   | 2008-2009 | 2008-2009 |
| L. Novossibirsk    | 2009-2010 | 2009-2010 |
| Iskra Odintsovo    | 2010-2011 | 2012-2013 |
| VK Tioumen         | 2013-2014 | ...       |

## Palmarès
- Championnat du monde des moins de 21 ans
  - Finaliste : 2007
- Championnat du monde des moins de 19 ans (1)
  - Vainqueur : 2005
- Championnat d'Europe des moins de 21 ans (1)
  - Vainqueur : 2006
- Championnat d'Europe des moins de 19 ans (1)
  - Vainqueur : 2003
- Championnat de Russie
  - Finaliste : 2006
- Coupe de Russie (1)
  - Vainqueur : 2010